# Ancolie bleue à fleurs précoces
Aquilegia coerulea
Espèce
L’Ancolie bleue à fleurs précoces (Aquilegia coerulea) est une espèce de plante vivace originaire des Montagnes Rocheuses en Amérique du Nord où on la trouve du Montana au Nouveau-Mexique du nord au sud et de l’Idaho à l’Arizona d'est en ouest.
Elle mesure de 20 à 60 cm de haut. Les fleurs très souvent bicolores associent blanc, bleu, jaune ou rose.
Elle est l'emblème du Colorado.

## Galerie

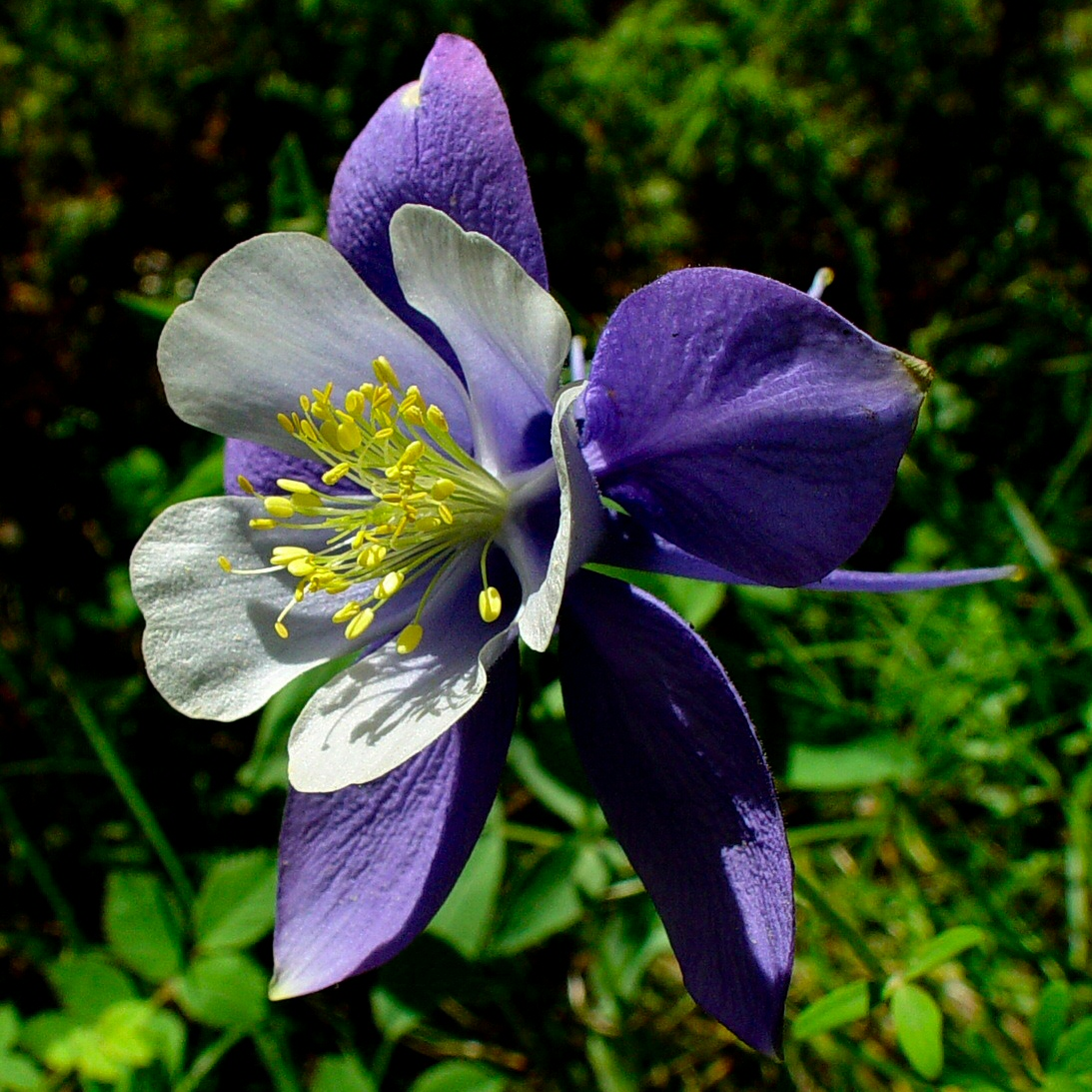
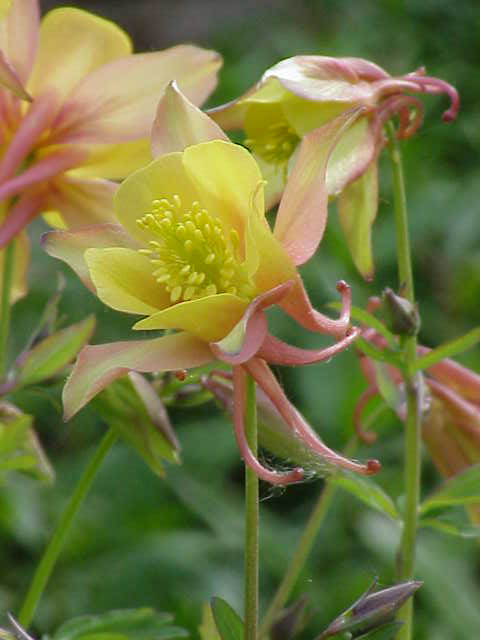